# Kloster Sankt Mina

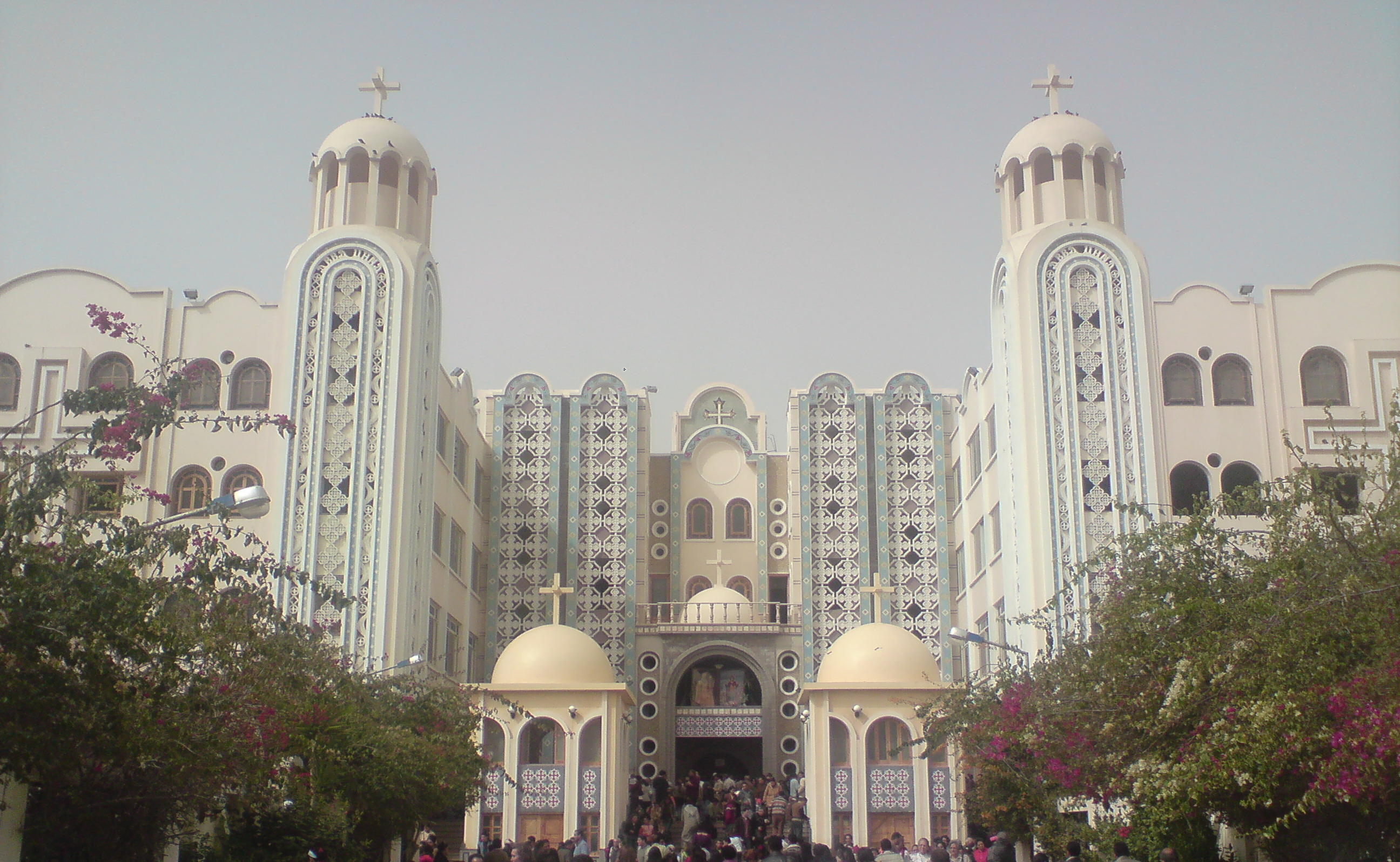
Kloster Sankt Mina, bekannt auch als „Lourdes des Ostens“

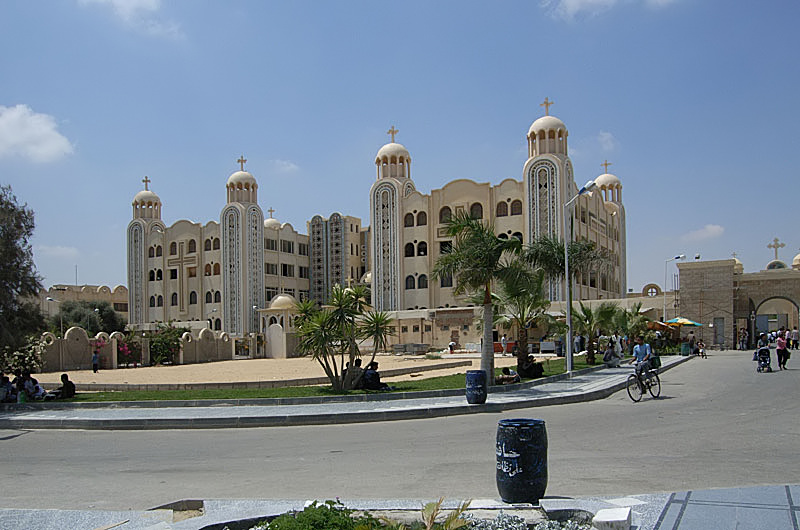
Gesamtansicht des Klosters

Das Kloster des Heiligen Mina ist ein koptisch-orthodoxes Kloster in der Westlichen Wüste Ägyptens nahe Alexandria. 
Das heutige moderne Kloster ist 1959 in der Nähe der Ruinen der spätantiken Menasstadt, einer der bedeutendsten christlichen Wallfahrtsstätten Ägyptens, wiedererrichtet worden. Die Menasstadt mit ihrem zentralen Gebäudekomplex wurde während der persischen Eroberung Ägyptens (619 n. Chr.) zerstört und gelangte nach der muslimischen Eroberung des einst christlichen koptischsprachigen Ägyptens in der Mitte des 7. Jahrhunderts unter die Verwaltung der koptischen Kirche. Zuvor stand das Heiligtum unter der Obhut der byzantinischen pro-chalkedonensischen Reichskirche. Mit dem Bau des neuen Klosters wird die Jahrhunderte dauernde Tradition des Ortes fortgesetzt, was sich auch mit dem Einbau einer hölzernen Kirche in die Ruinen der Großen Basilika zeigt.
Das heutige Kloster ist der zweitbedeutendste christliche Wallfahrtsort Ägyptens und wird auch als „Lourdes des Ostens“ bezeichnet. Es wird jedes Jahr von mehreren hunderttausend koptischen Wallfahrern besucht.